# Tonårsdrömmar
Tonårsdrömmar är den svenska gruppen Noices debutalbum, utgivet den 30 oktober 1979. Gruppen vann inspelningen av singeln Television/Du é inte man i talangjakten Rock –79, och fick senare spela in albumet som låg kvar på topplistan i 18 veckor med som bäst en andra plats.
Två av albumets låtar släpptes som singlar, "Television" och "En kväll i tunnelbanan".
Omslagsbilden fotograferades i ”Gula gången”.
Albumet återutgavs på CD 1993.
Albumet är en av titlarna i boken Tusen svenska klassiker (2009).

## Låtlista
Alla låtar är komponerade av Peo Thyrén där inget annat anges.
Sida ett
1. "I natt é hela stan vår" – 2:29
2. "En kväll i tunnelbanan" – 3:54
3. "Jag vill inte va' (som alla andra)" – 2:07 (Robert Liman)
4. "Nina" – 3:08 (Hasse Carlsson)
5. "Du é inte man" – 3:37

Sida två
1. "Television" – 3:22
2. "Rock 'n' roll å droger" – 2:41
3. "Jag kommer inte in" – 2:44 (Thyrén, Liman)
4. "Jag är trött på tonårsdrömmen" – 1:56
5. "Din tid kommer också" – 2:46 (Carlsson)
6. "Nu bryter jag upp" – 4:23 (Carlsson, Thyrén)

## Musiker
- Hasse Carlsson – sång, gitarr (Ibanez Les Paul, Yamaha 12-strängad gitarr), bakgrundssång
- Peo Thyrén – elbas (Fender Precision, Rickenbacker), bakgrundssång
- Freddie Hansson – klaviatur (Steinway & Sons flygel, Fender Rhodes Stage Piano 88, Korg Polyphonic Synthesizer PS 3100), bakgrundssång
- Robert Klasen – trummor, bakgrundssång

## Listplaceringar
| Lista (1980–1981) | Topplacering |
| ----------------- | ------------ |
| Sverige           | 2            |